# Stile antico
Stile antico (letterlijk de 'oude stijl', ook wel Prima pratica genoemd) is een term die een bepaalde muziekstijl, gebezigd vanaf de 16e tot in de 20e eeuw, beschrijft. Het slaat op een wijze van componeren die vanuit historisch besef ontstaat en wordt als tegenhanger gezien van de stile moderno. 
De 'stile antico' wordt vooral in verband gebracht met componisten van Barokmuziek en met vroege Klassieke componisten. De stijl kenmerkt zich door een streven naar controle over dissonantie, gebruik van modi (kerktoonladders) en het vermijden van overdadige instrumentale texturen en te rijke ornamentiek, en resulteert doorgaans in een nabootsing van de compositiestijl van late Renaissancecomponisten.
De 'stile antico' werd vooral geschikt geacht voor de meer conservatieve kerkmuziek of als een compositie-oefening zoals in Johann Fux' Gradus Ad Parnassum (1725), het klassieke leerboek over strikt contrapunt. Veel muziek die geassocieerd wordt met de 'stile antico' gelijkt op muziekmodellen van Palestrina. 
In de vroege Barok bedachten Claudio Monteverdi en zijn broer de termen prima pratica om naar de oude stijl van Palestrina te verwijzen en de term seconda pratica om aan de eigentijdse muziek van hun tijd te refereren. 
De grote componisten van de late Barok (waaronder Johann Sebastian Bach) beheersten allen de compositiewijze van de 'stile antico'. De Mis in b-klein (Hohe Messe van Bach) heeft secties die in de 'stile antico' zijn geconcipieerd. Latere componisten zoals Haydn en Mozart gebruikten de 'stile antico' ook. Beethovens Missa Solemnis, geschreven nadat Beethoven een studie van Palestrina had gemaakt, is een latere uitwerking van de stijl.